# Serra de Monfurado
Die Serra de Monfurado ist ein Gebirge in Portugal, mit 424 Metern maximaler Höhe und einer Ausdehnung von ca. 20 Kilometern in Richtung Ost-West sowie ca. 15 km in Richtung Nord-Süd. Das Gebirge liegt im Distrikt von Évora, im Landkreis von  Montemor-o-Novo und stellt die Flussscheide zwischen den Flüssen Tejo und Sado dar.
Das Gebirge ist das Resultat einer tektonischen Verformung und seiner späteren Erosion.
Die Serra de Monfurado erhebt sich ca. 150 bis 200 m über das Hochplateau, in das sie eingebettet ist.
Am Ende des 19. Jahrhunderts und zu Beginn des 20. Jahrhunderts wurde Bergbau in der Mina de Nogueirinha betrieben. Die Stollen, Einschnitte, Schutthügel und Galerien von damals sind noch heute gut zu sehen. Auch alte Gebäudeüberreste und ein stillgelegter Eisenbahnanschluss gehören zu diesem Komplex.
Eine weitere Eigenart des Gebirges sind Grotten (Gruta do Escoural), deren Ursprung auf Eisenerz-Bergbau unter den Römern zurückgeführt wird (Mina dos Monges).

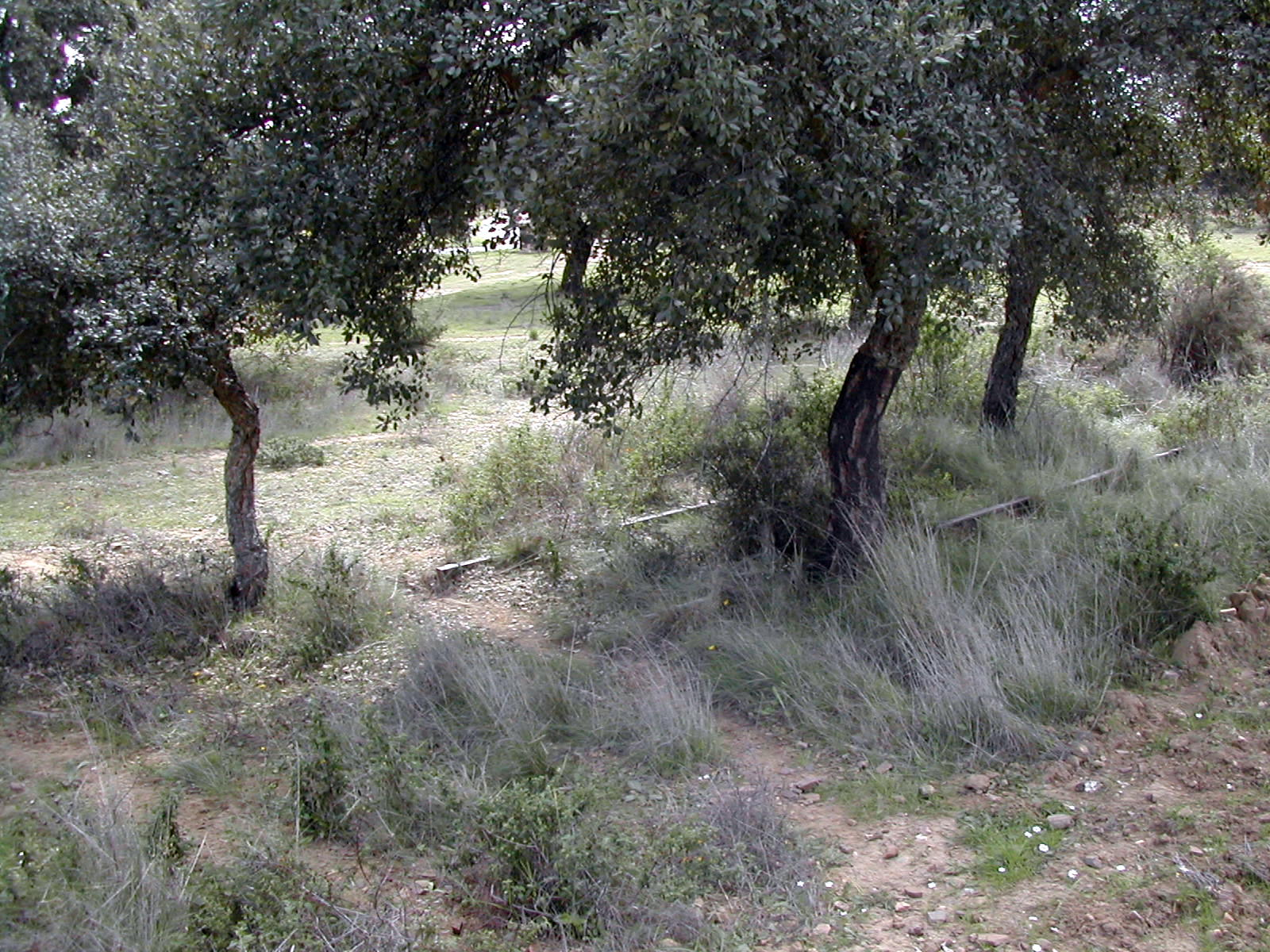
Überreste des Anschlussgleises der Mina da Nogueirinha

Die Serra de Monfurado gilt als Schutzgebiet für viele zu schützende Pflanzen und Tiere. Man trifft dort Fledermäuse der Arten Myotis und Rhinolophus, die sich in den Höhlen des Gebirges niedergelassen haben. In der Flora des Gebirges findet sich neben wilden Olivenbäumen auch verschiedene Arten von wilden portugiesischen Eichen Quercus faginea.
Hier liegen neben zahllosen Antas mit dem „Vale Maria do Meio“, de Cromlech und Menhir von Almendres dem Menhirpaar von San Sebastião und dem Cromlech von Portela de Mogos die größten Konzentration von Menhiren und Statuenmenhiren auf der Iberischen Halbinsel.